# سدریک سیمونز
سدریک سیمونز (انگلیسی: Cedric Simmons؛ زادهٔ ۳ ژانویهٔ ۱۹۸۶) بازیکن بسکتبال اهل ایالات متحده آمریکا است.

## حرفه
از باشگاه‌هایی که در آن بازی کرده‌است می‌توان به شیکاگو بولز و باشگاه بسکتبال المپیاکوس اشاره کرد.